# Herálec (Žďár nad Sázavou)
Herálec (in tedesco Heraletz) è un comune ceco situato nel distretto di Žďár nad Sázavou, nella regione di Vysočina.